# Авъл Вибий Хабит
Авъл Вибий Хабит (на латински: Aulus Vibius Habitus) e политик на ранната Римска империя.

## Биография
Произлиза от фамилията Вибии. През 8 г. той е суфектконсул заедно с Луций Апроний. Консули тази година са били Марк Фурий Камил и Секст Ноний Квинтилиан.